# Prometheus (mythologie)

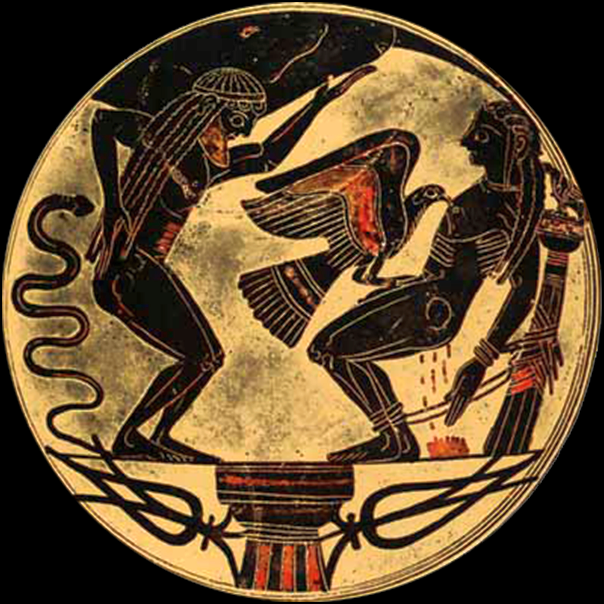
Zwartfigurig aardewerk (ca. 550 v.Chr.) met de aan een zuil vastgebonden Prometheus die zijn straf ondergaat (Vaticaanse Musea, Rome)

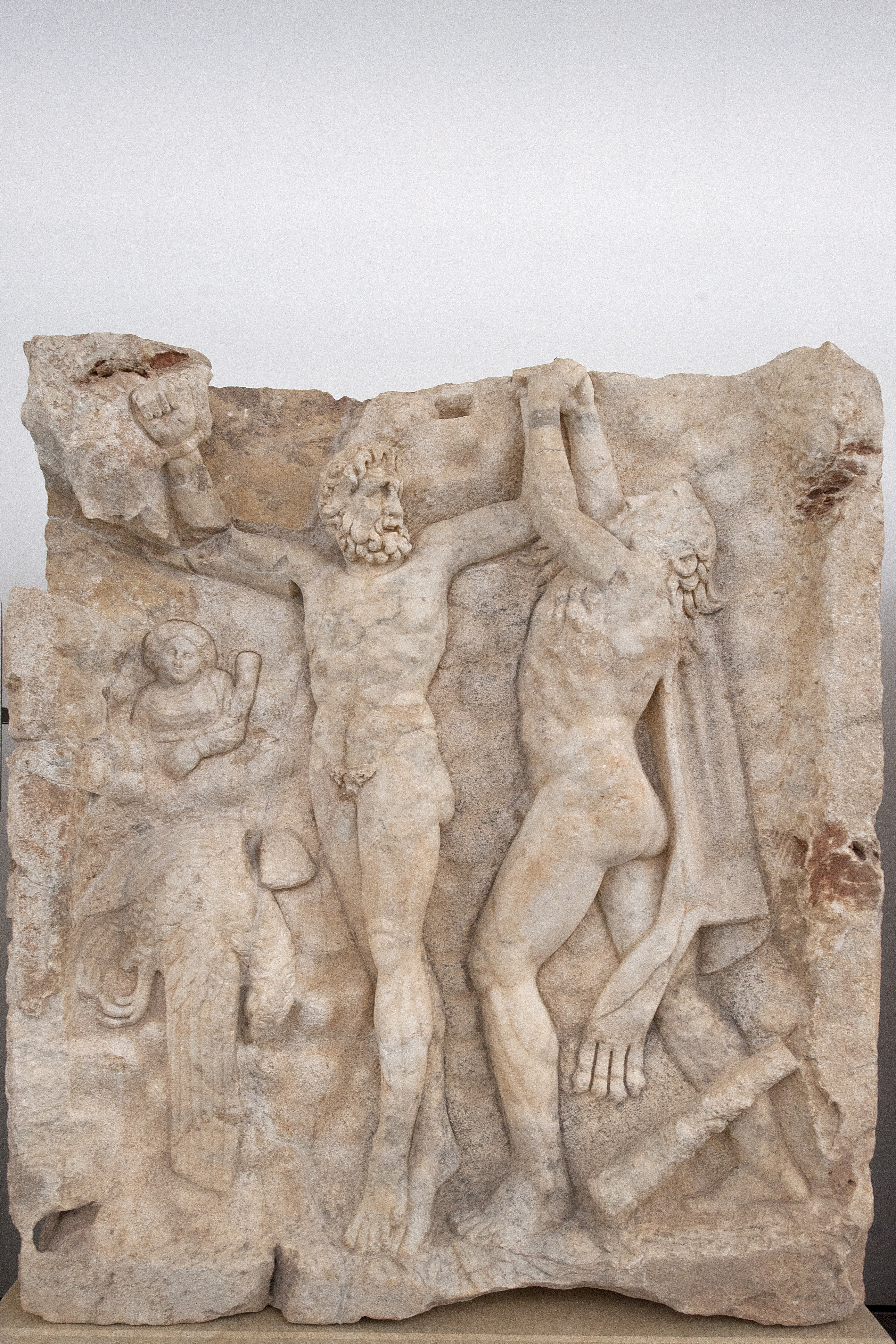
Reliëf van Herakles die Prometheus bevrijdt nadat hij de arend heeft gedood (uit het Sebasteion in Aphrodisias)

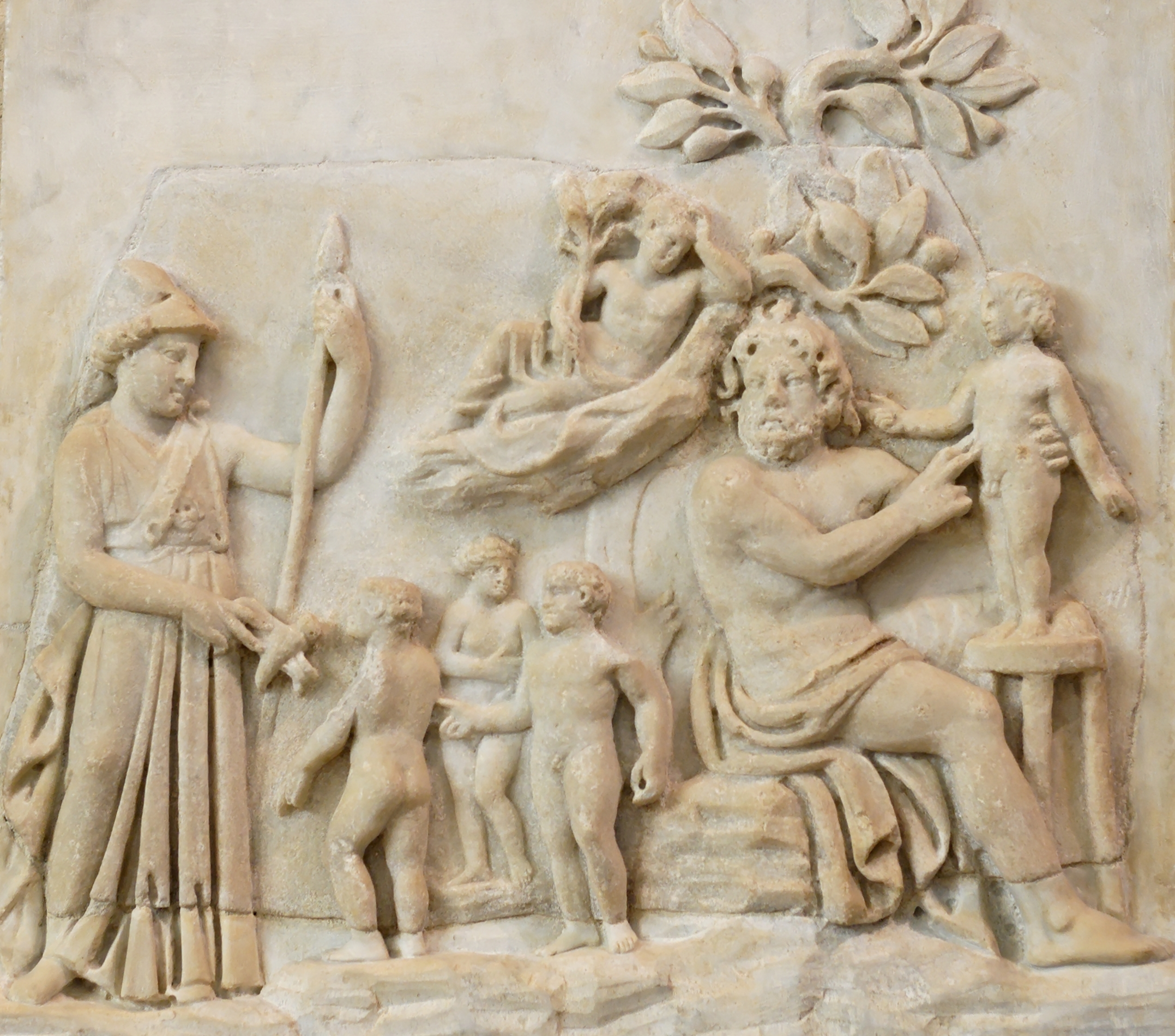
3e-eeuws reliëf van Prometheus die de mens schept (Louvre, Parijs)

Prometheus (Oudgrieks Προμηθεύς) is een figuur uit de Griekse mythologie, die hem indeelt bij het godengeslacht der Titanen en ziet als de beschermer of zelfs de schepper van de mens. Zijn mythen zijn vooral bekend uit het werk van Hesiodos en uit de tragedie Prometheus geboeid, maar ook uit latere geschriften van pseudo-Apollodoros en Ovidius. Zijn naam zou 'tevoren wetend' of 'vooruitziend' betekenen, in tegenstelling tot zijn broer Epimetheus ('hij die achterafdenkt').

## Mythen
Volgens de Theogonia van Hesiodos uit de 8e eeuw v.Chr. was Prometheus de zoon van de Titaan Iapetos en de Oceanide Klymene (oftewel Asia), die later ook zijn minnares werd. Andere bronnen noemen Themis als moeder. Voorts was hij de broer van onder anderen Atlas en Epimetheus, die met Pandora trouwde. Prometheus had zijn onsterfelijkheid aan Cheiron de centaur te danken.
De Bibliotheka van pseudo-Apollodoros en de Metamorfosen van Ovidius verhalen dat Prometheus en de godin Athena samen in de stad Panopeus de eerste mensen schiepen uit klei. In de oudheid waren de zandkleurige stenen nabij deze stad een toeristische attractie, waarvan werd verteld dat het overblijfselen waren van een eerder scheppingsexperiment van Prometheus. De creatie gebeurde in opdracht van Zeus, die later echter minder ophad met de mensheid.
Tijdens een geschil tussen Zeus en de mensen over het verdelen van offerdieren, wierp Prometheus zich op als arbiter. Hij bestreek een hoop beenderen met smakelijk uitziend vet, verborg het beste vlees onder een hoop ingewanden en liet vervolgens Zeus als eerste kiezen. De alwetende godheid deed alsof hij zich liet misleiden en koos de eerste stapel. Als wraak nam hij zich voor de mens het geheim van het vuur te onthouden.
Bij de toebedeling van gaven en vaardigheden was de mens er nochtans al bekaaid afgekomen. Zowel op het vlak van de overlevingsinstincten als op het vlak van de natuurlijke verdedigingsmiddelen waren de andere levende wezens er veel beter aan toe. Uit liefde voor de mensheid stal Prometheus het vuur bij de Olympische goden en schonk het aan de mensen. Hij leerde de mens er metaal mee te bewerken en bracht hen wetenschap en kunst bij. Prometheus werd voorgesteld als een leraar en uitvinder, die de mensen wederzijds respect bijbracht en hen leerde vooruit te denken. Volgens de Attische tragedie Prometheus geboeid – waarschijnlijk ten onrechte toegeschreven aan Aischylos – verijdelde de Titaan ook een plan van Zeus om de mensheid te vernietigen.
Zeus strafte Prometheus en de mensen voor de diefstal van het verboden vuur uit de hemel. De nemesis, de 'wrekende gerechtigheid', viel de Titaan ten deel: hij werd vastgeketend aan een zuil in de bergketen Kaukasus en elke dag kwam de adelaar Ethon zijn lever uitpikken en opeten. 's Nachts groeide de lever weer aan, zodat de kwelling opnieuw kon beginnen. De als eeuwig bedoelde nemesis kwam ten einde doordat de held Herakles, met de goedkeuring van Zeus, de adelaar tijdens zijn elfde werk doodde. Hesiodos vermeldt het niet, maar volgens de Griekse tragedie Prometheus geboeid werd de gevangene ook van zijn ketens bevrijd.
De straf voor de mensheid was ook hard en werd niet bekort. Zeus liet de eerste vrouw maken, Pandora en stuurde haar met haar schoonheid, charmes en listen naar Epimetheus. Deze weinig snuggere Titaan was gewaarschuwd door zijn broer Prometheus om geen geschenken van de goden te aanvaarden, maar Pandora nam hij aan. Ze opende de kruik die ze bij zich had en liet oorlog, ziekten, armoede en ander kwaad ontsnappen in de wereld. Enkel de hoop bleef achter op de bodem.
Prometheus had een zoon Deukalion. De moeder was Pronoia of Hesione, in elk geval een dochter van Okeanos. Deukalion trouwde met Pyrrha, de dochter van Epimetheus en Pandora. Toen Zeus een zondvloed stuurde om de mensheid te vernietigen, verklapte Prometheus het plan aan Deukalion en Pyrrha, zodat ze zich konden redden in een kist. Prometheus nam hier feitelijk de rol op van Enki in het zondvloedepos uit de Sumerische mythologie. Deukalion en Pyrha landden na negen dagen op de Parnassos en brachten een nieuw ras van mensen voort.

## In de kunst
In de Europese schilder- en beeldhouwkunst is Prometheus een populair thema, in het bijzonder zijn bestraffing en bevrijding. De zuil waaraan hij was vastgeketend wordt vaak weergegeven als een rots.
Nog steeds wordt Prometheus met de techniek in verband gebracht. Daarom is hij een officieel symbool voor de Technische Universiteit Delft. Een standbeeld van Prometheus staat op het plein voor het oude hoofdgebouw van de TU, het vuur van Prometheus is nog terug te vinden als de vlam op de T in het universiteitslogo.
In Leuven werd in 2008 het monument Hand van Prometheus op het Professor Roger Van Overstraetenplein ingehuldigd.

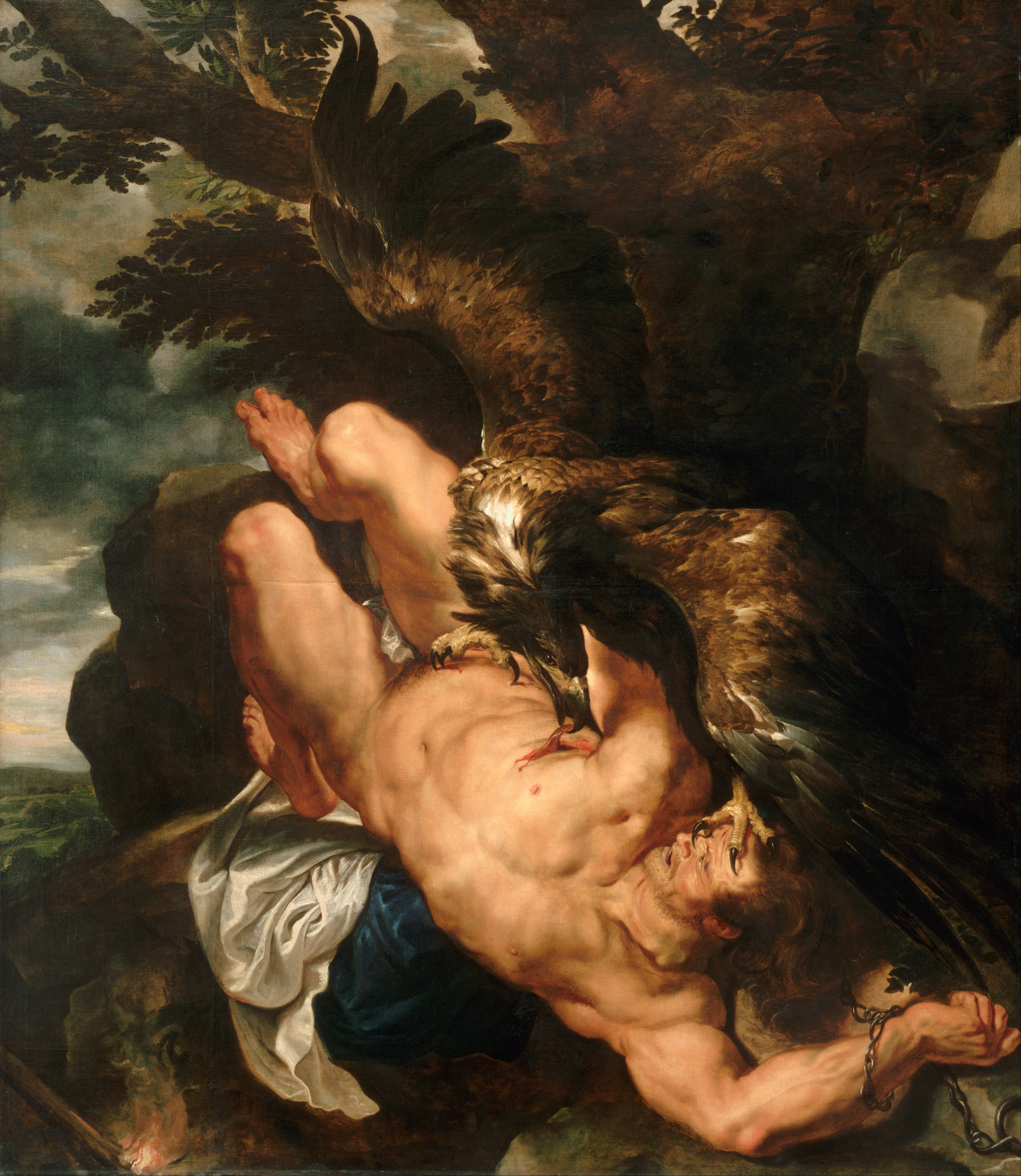
Geketende Prometheus, schilderij van Peter Paul Rubens (ca. 1611-1618) met de adelaar van Zeus door dierenschilder Frans Snijders, Philadelphia Museum of Art.
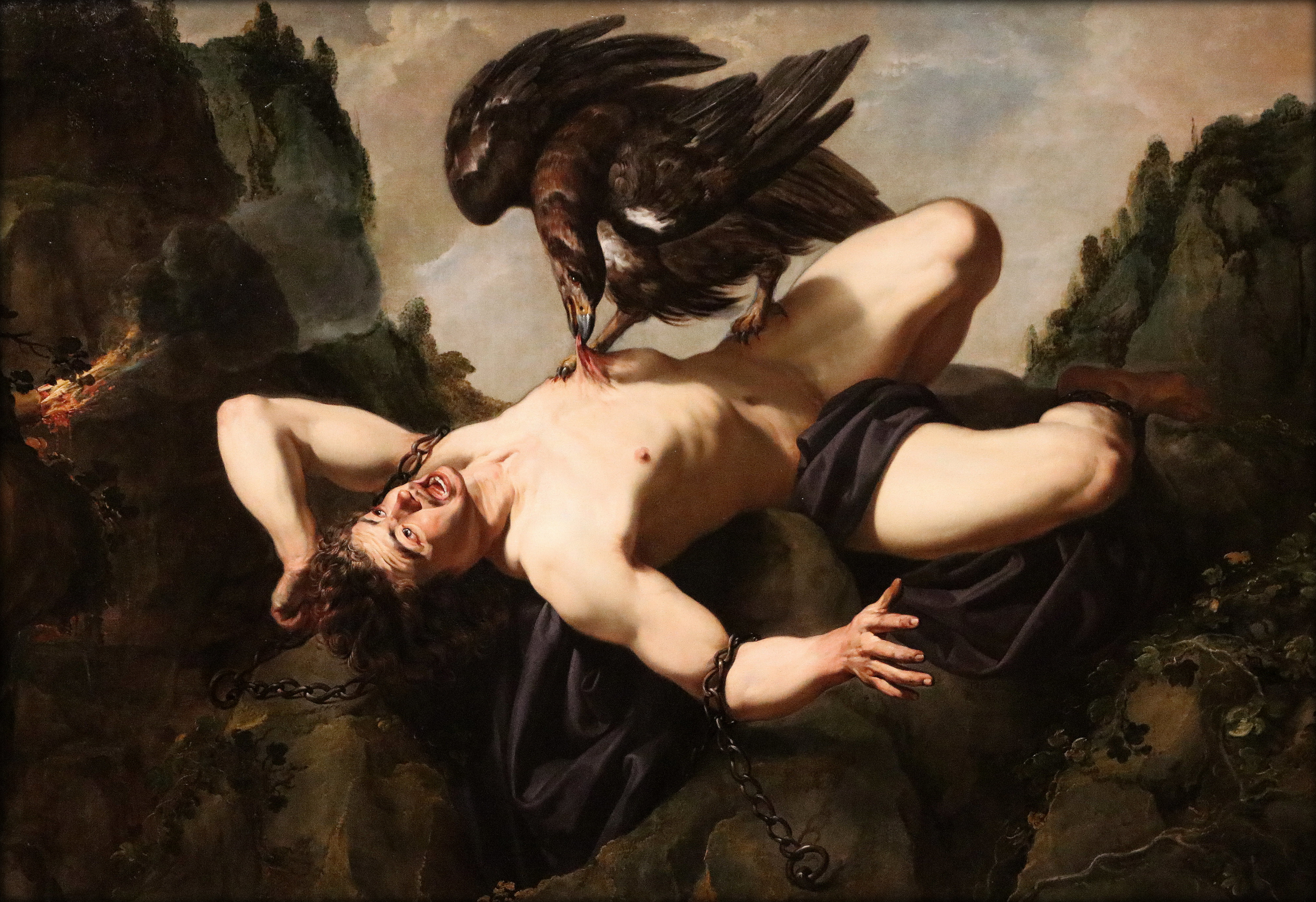
Prometheus door Theodoor Rombouts in het Koninklijke Musea voor Schone Kunsten van België
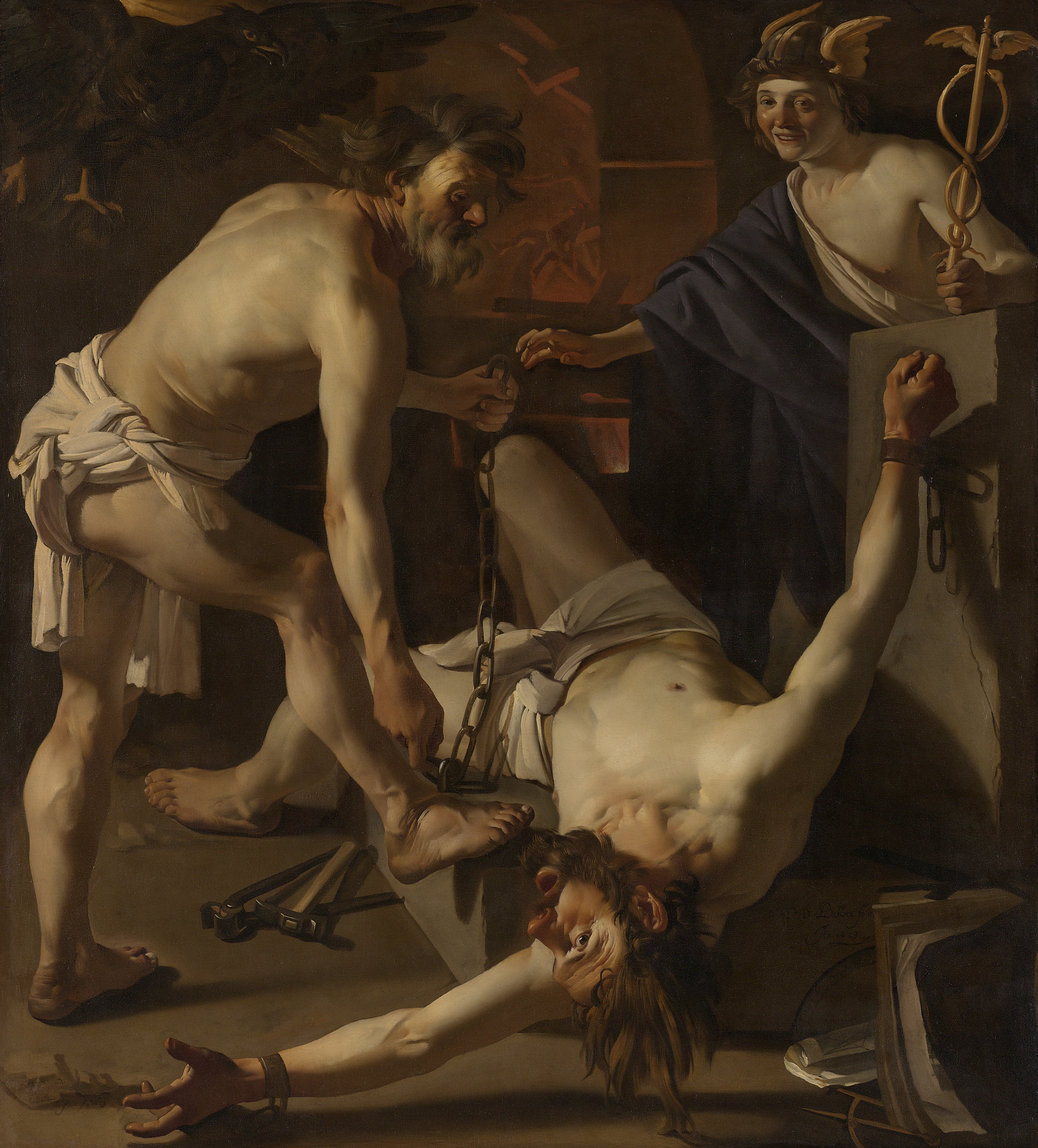
Prometheus wordt door Vulcanus geketend 1623, door Dirck van Baburen in het Rijksmuseum
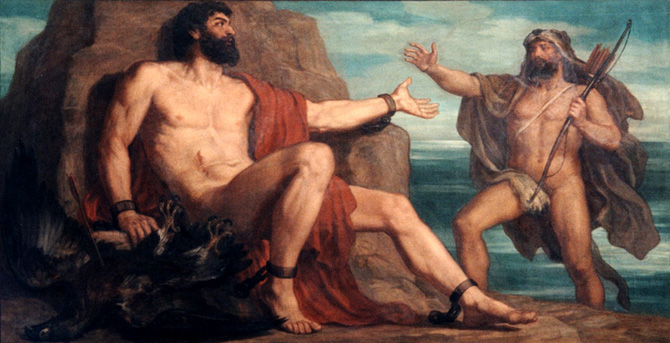
Prometheus wordt door Hercules bevrijd 1878, door Christian Griepenkerl
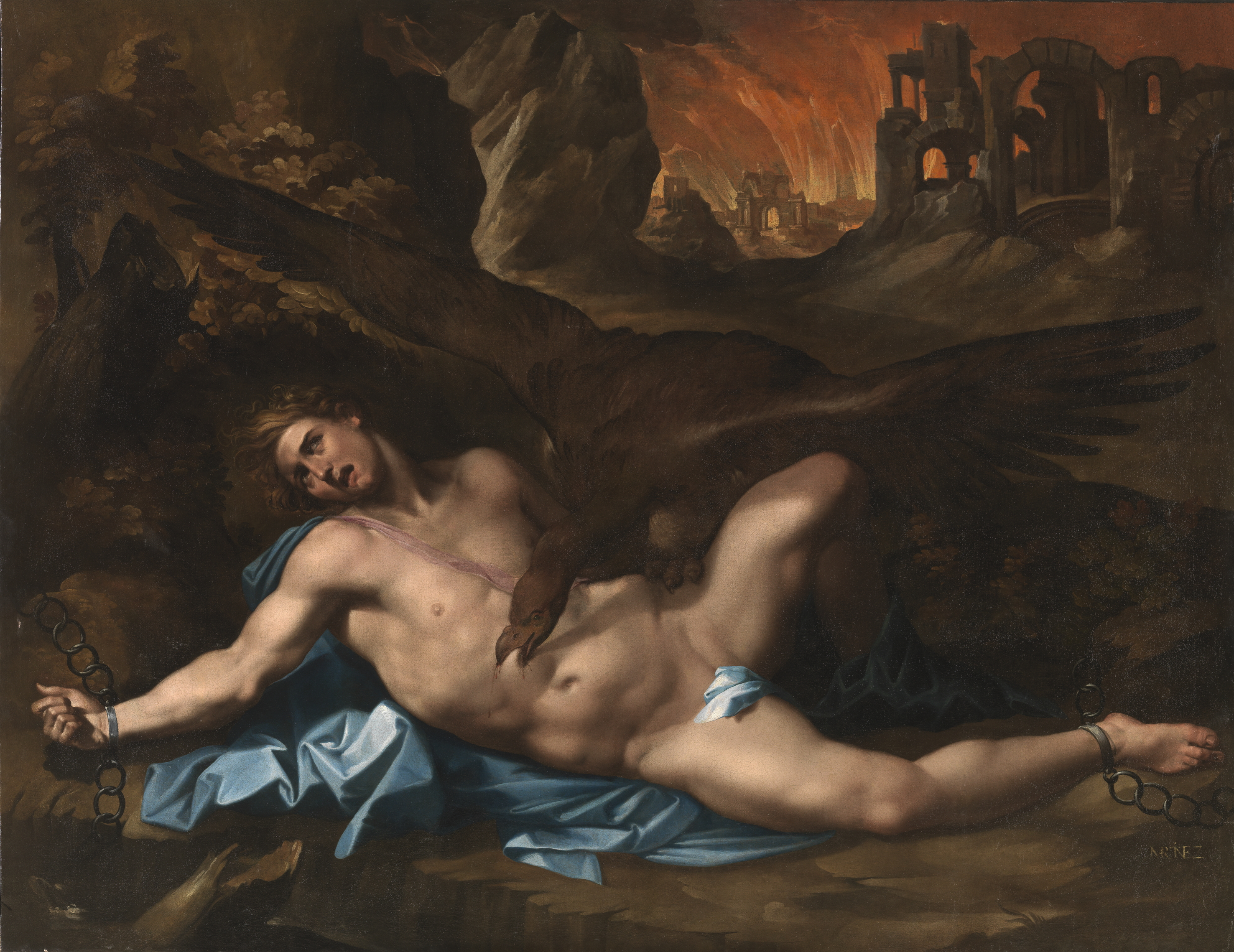
Prometeo encadenado 1590, Gregorio Martínez in het Prado
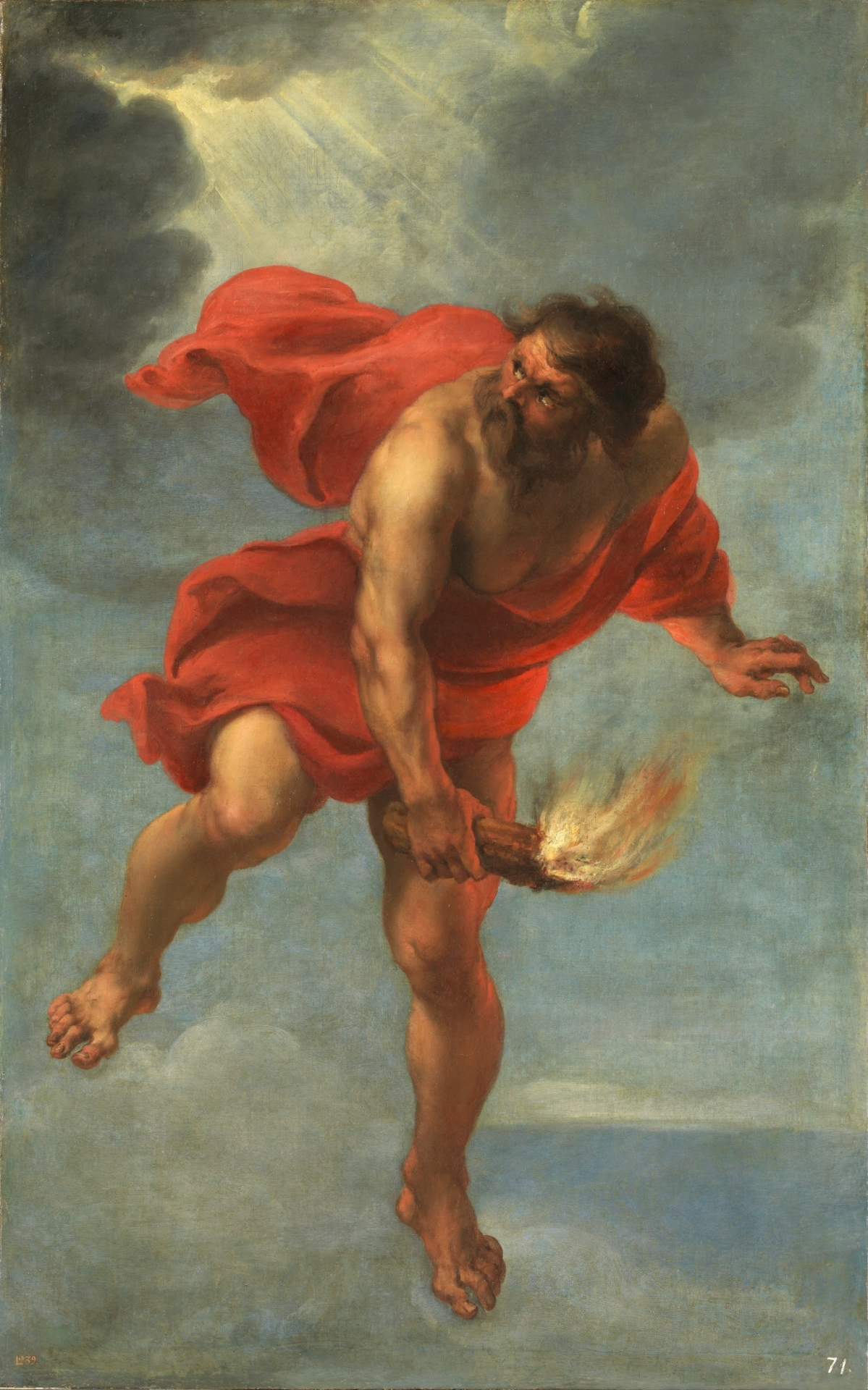
Prometheus draagt het vuur Jan Cossiers in het Prado
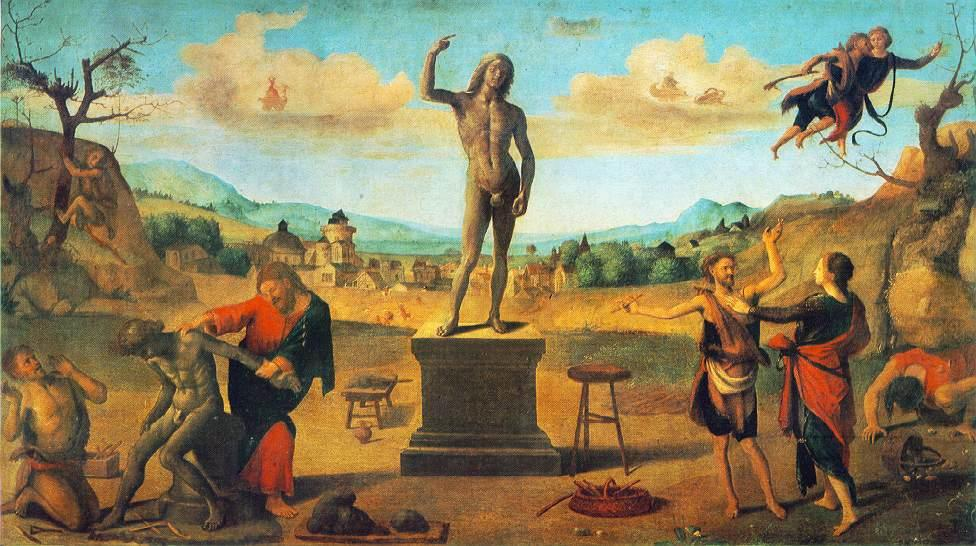
De mythe van Prometheus door Piero di Cosimo, 1515
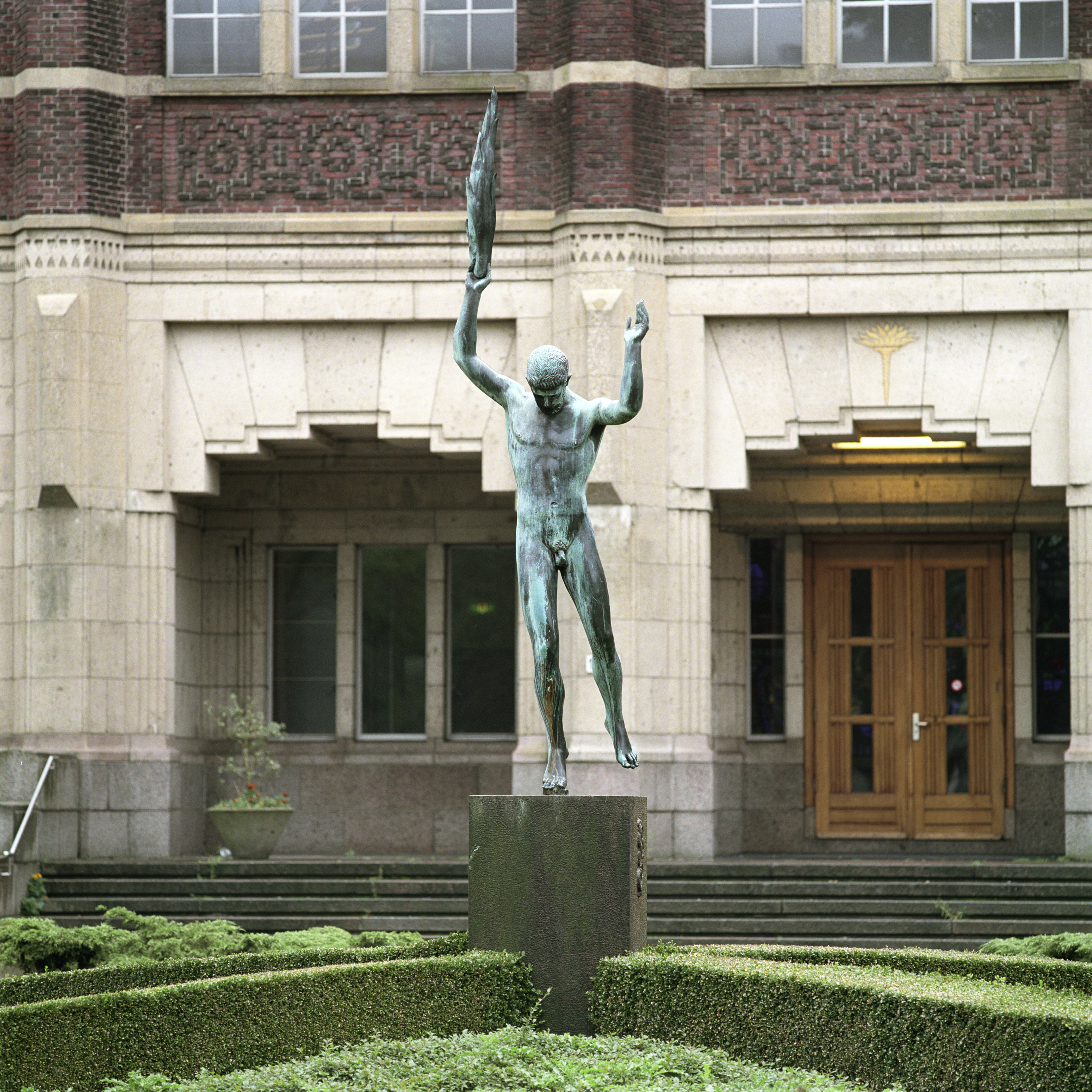
Beeld van Prometheus voor het hoofdgebouw van de TU Delft, door Oswald Wenckebach, 1953
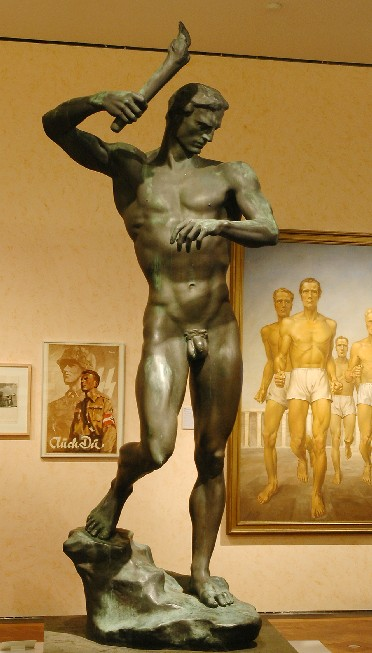
Prometheus 1934, door Arno Breker

## Bron
- Josho Brouwers, Goden, monsters en helden. De mythologie van de oude Grieken, 2014, p. 58-61. ISBN 9789025302528